# 福建江西等处行中书省
福建江西等处行中书省是元朝设立的一个行中书省。
元至正二十六年（1366年）八月，福建等处行中书省和江西等处行中书省合并为福建江西等处行中书省。同时，置福建江西等处行枢密院。
明洪武元年（1368年）正月，汤和率领的明军攻灭割据福建的元朝军阀陳友定的势力，福建江西等处行中书省遂废。洪武二年（1369年）五月，复置福建等处行中书省（明朝建立前的1362年，朱元璋就已沿用江西等处行中书省建置）。